# Villaggio Eni (Borca di Cadore)
Il Villaggio Turistico dell'Eni a Borca di Cadore, anche noto come Villaggio Agip, è un complesso turistico realizzato dall'Eni (su idea di Enrico Mattei) negli anni tra il 1952 e il 1962. La progettazione venne affidata a Edoardo Gellner, che fu coadiuvato da Carlo Scarpa assieme ad altri architetti, strutturisti e designer.

## Descrizione
Enrico Mattei decise nei primi anni 50 del secolo scorso di costruire una struttura turistica per i dipendenti di Eni e le loro famiglie; dietro al progetto era inclusa sia la visione di Mattei in cui le strategie imprenditoriali erano unite ad un compito sociale, in cui l'azienda stessa si occupava del benessere personale dei dipendenti in un'ottica di superamento delle divisioni tra le classi sociali.  Oltre a ciò in Mattei era presente e forte una innovativa concezione di un rinnovato impianto di urbanistica sociale. Per tutte queste ragioni il progetto venne affidato a Edoardo Gellner, che si era da poco occupato del Piano Paesaggistico di Cortina d'Ampezzo (oltre che della realizzazione del Motel Agip in occasioni delle Olimpiadi Invernali del 1956) e che scelse l'area alle pendici del Monte Antelao.

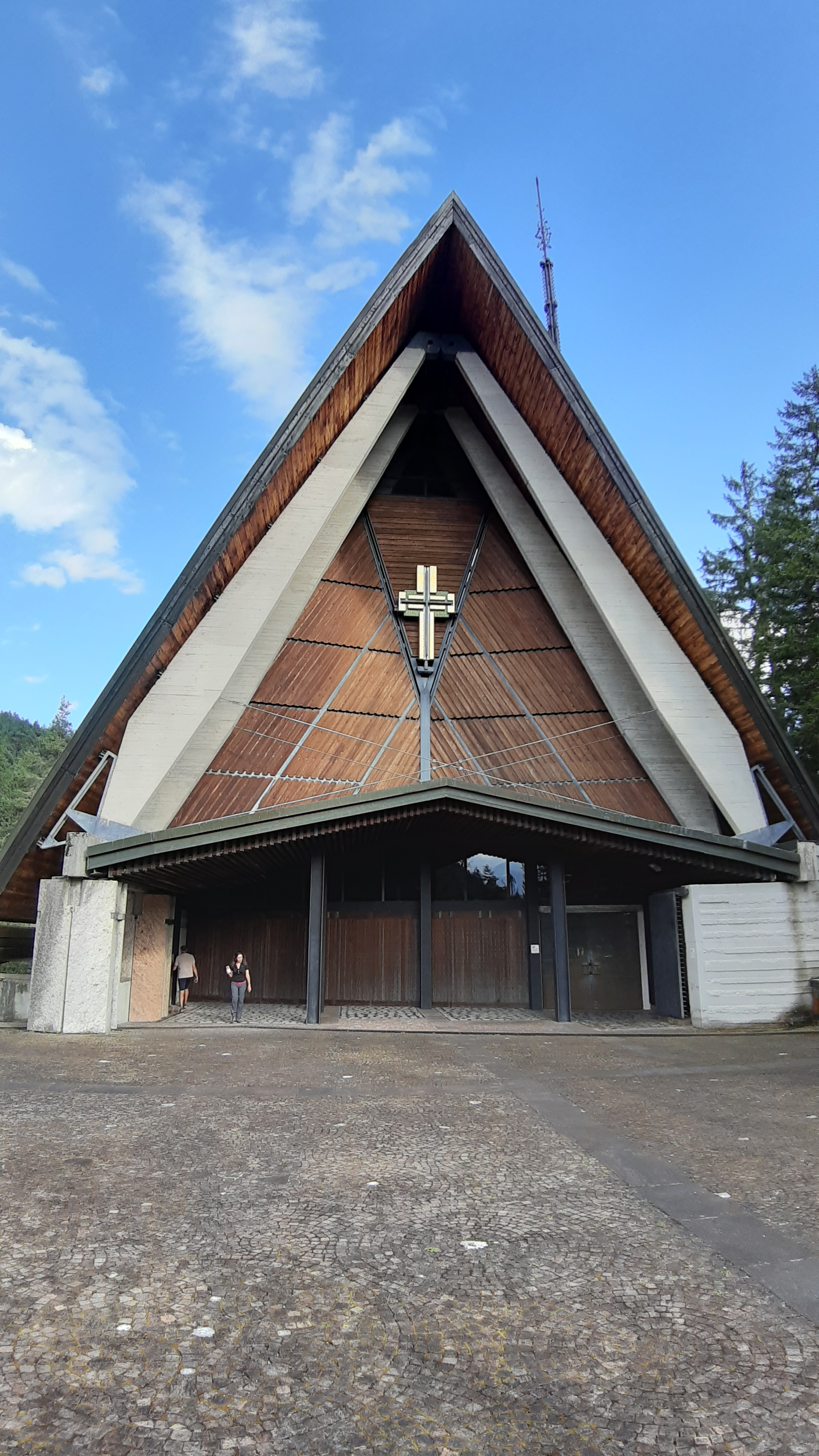
La chiesa di Nostra Signora del Cadore

Mattei volle anche la partecipazione di altri personaggi del mondo dell'architettura e del design dell'epoca, per realizzare una struttura che fosse all'avanguardia in ogni dettaglio, dall'urbanistica fino al design dei mobili delle stanze. Le strutture principali sono la grande Colonia (oltre 30.000 metri quadrati), la Chiesa di Nostra Signora del Cadore, l'albergo e il campeggio a tende fisse, oltre a 280 villette monofamiliari. In particolare la Chiesa Nostra Signora del Cadore vide l'importante intervento progettuale di Carlo Scarpa.

## Storia
I primi edifici vennero realizzati ed utilizzati nella metà degli anni '50 del secolo scorso (coevi quindi alle Olimpiadi Invernali che si tennero a Cortina, che dista solo una decina di chilometri). La costruzione e l'ampliamento durò fino ai primi anni '60, con la costruzione delle circa 280 villette monofamiliari.
Dopo la morte di Mattei, nel 1962, il progetto perse slancio e non vennero realizzati gli ulteriori edifici che erano stati progettati.
La struttura turistica venne utilizzata da Eni fino ai primi anni '90, quando nel 1992 venne dismessa. Negli anni successivi Eni vendette gran parte degli edifici, che sono tuttora utilizzati da altre società o da famiglie private come residenze. È tuttora in stato di abbandono l'edificio più grande del complesso, la colonia, che è però utilizzata parzialmente e saltuariamente per progetti artistici.